# Obereopsis longipes
Obereopsis longipes är en skalbaggsart som beskrevs av Stefan von Breuning 1957. Obereopsis longipes ingår i släktet Obereopsis och familjen långhorningar. Inga underarter finns listade i Catalogue of Life.